# Vía Augusta

Mapa de la Vía Augusta

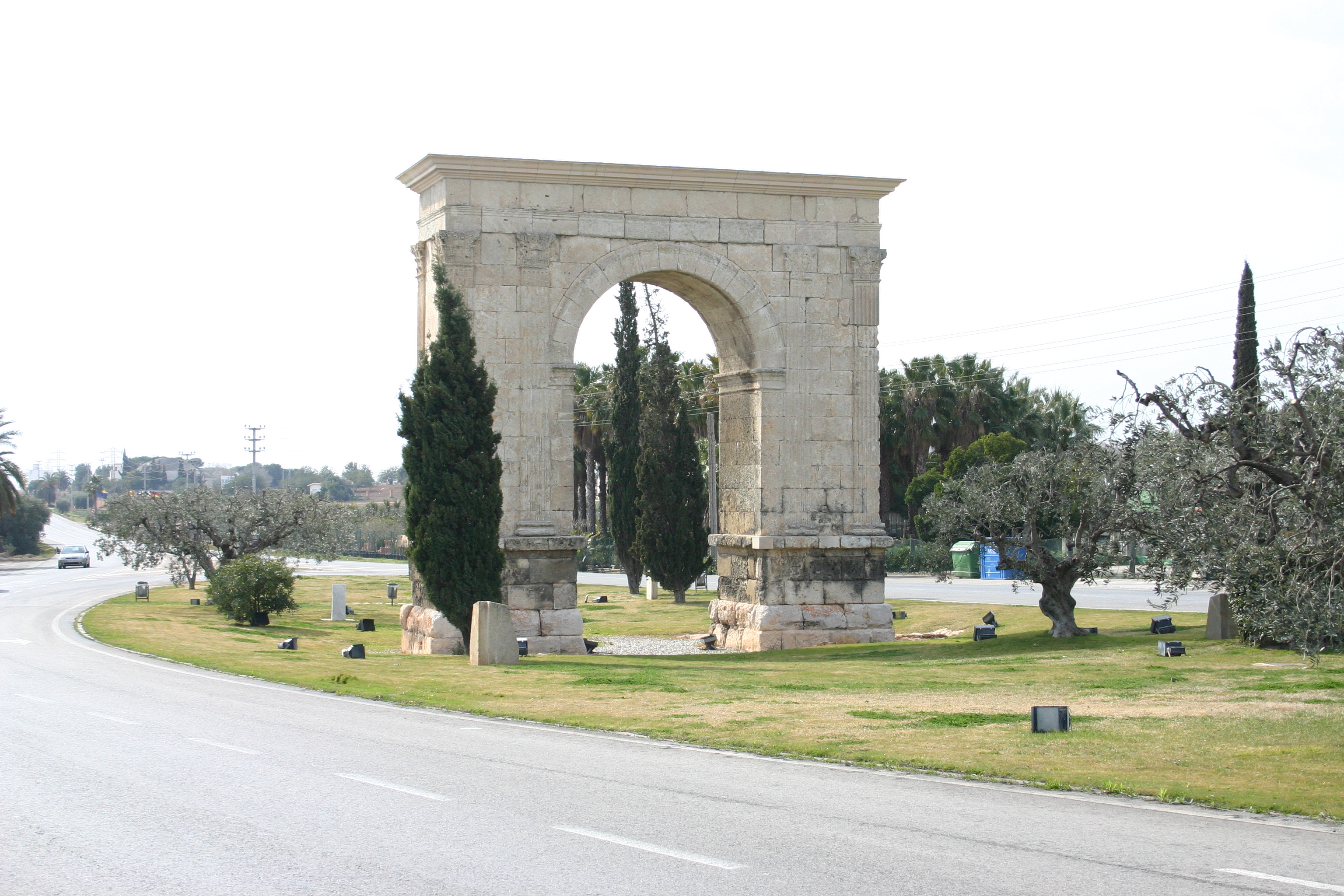
El llamado arco de Bará, un arco del triunfo ubicado en Roda de Bará, al norte de Tarragona, en la Vía Augusta. Esta sección del camino corresponde a la actual carretera N-340.

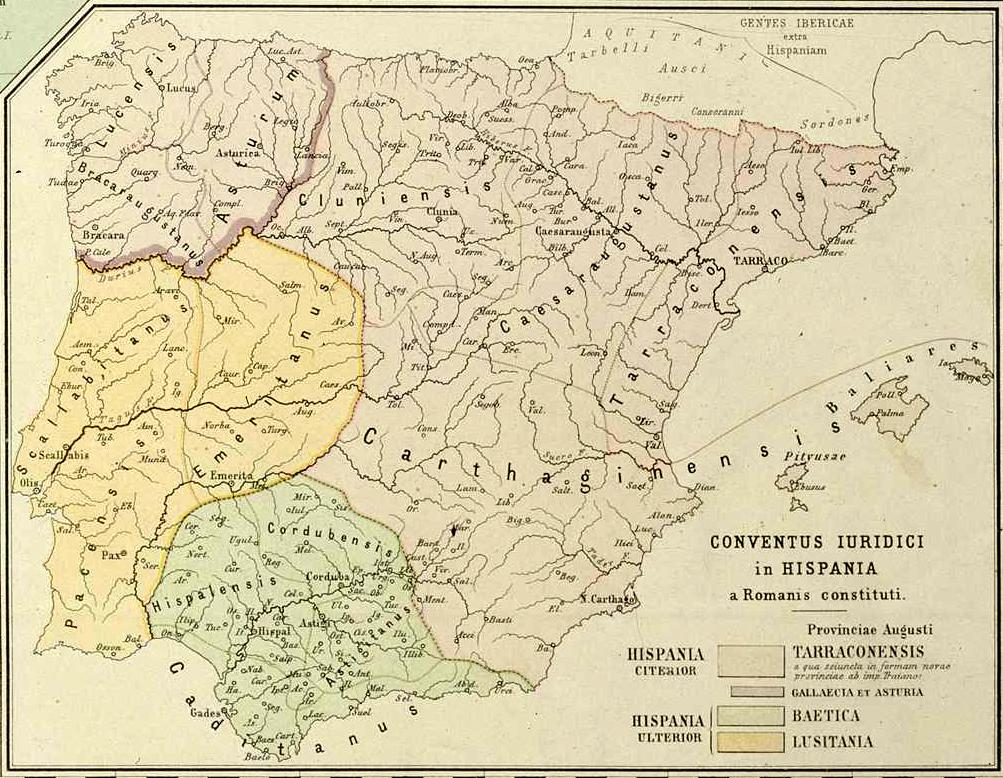
Organización de la Hispania romana

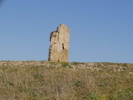
Torre de los Herberos, restos de Orippo.

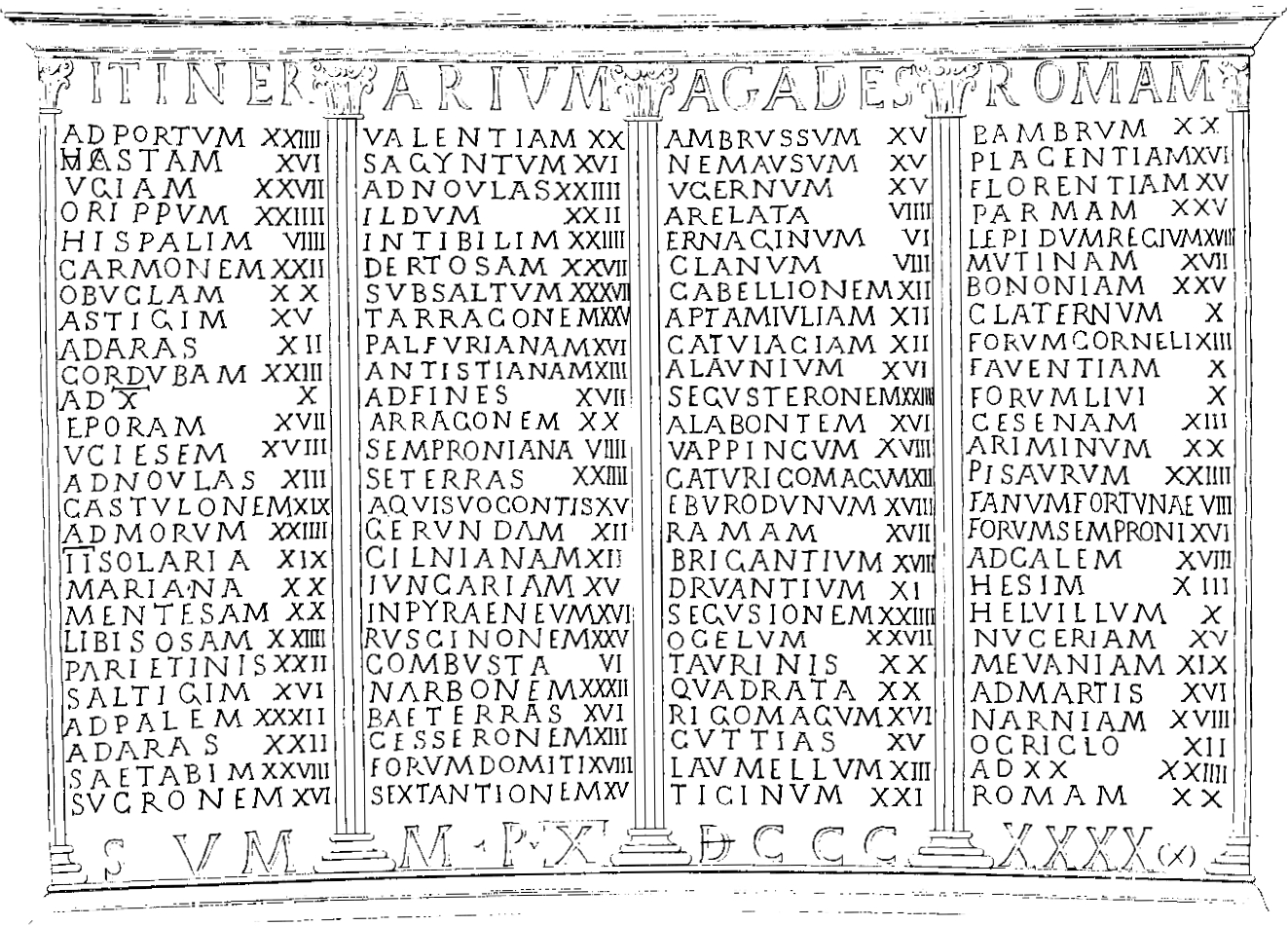
Vasos de Vicarello, ruta desde Gades hasta Roma por la Vía Augusta

La Vía Augusta es la calzada romana más larga de la Hispania romana con una longitud aproximada de 1500 km que discurrían desde los Pirineos hasta Cádiz, bordeando el Mediterráneo.
Es una de las vías más estudiadas, más transitadas y mejor conocidas desde la Antigüedad, aparece en testimonios antiguos como los Vasos Apolinares y el Itinerario de Antonino. Comenzaba en Cádiz, pasaba por la actual localidad de La Junquera, donde se prolongaba con la Vía Domitia, que bordeaba la costa del sur de la Galia hasta Roma. Constituyó el eje principal de la red viaria en la Hispania romana. A lo largo de las épocas ha ido recibiendo diferentes nombres como Vía Hercúlea o Vía Heráclea, Camino de Aníbal, Vía Exterior, Camino de San Vicente Mártir y Ruta del Esparto. El emperador Augusto le daría nombre, a raíz de las reparaciones que se llevaron a cabo bajo su mandato, sobre los años 8 y 2 a. C., cuando se convirtió en una importante vía de comunicaciones y comercio entre las ciudades y provincias y los puertos del Mediterráneo. Actualmente las carreteras N-IV N-420, N-340 y la autopista del Mediterráneo (A-7, AP-7, A-70) siguen en muchos tramos el mismo itinerario que la Vía Augusta. De hecho, en algunos tramos de la actual N-340 se utilizó la calzada romana hasta principios del siglo XX, siendo asfaltados en los años 20, durante la Dictadura de Primo de Rivera.

## Ciudades por las que pasaba la Vía Augusta
- Gades (Cádiz)
- Ad Portus (Puerto Real)

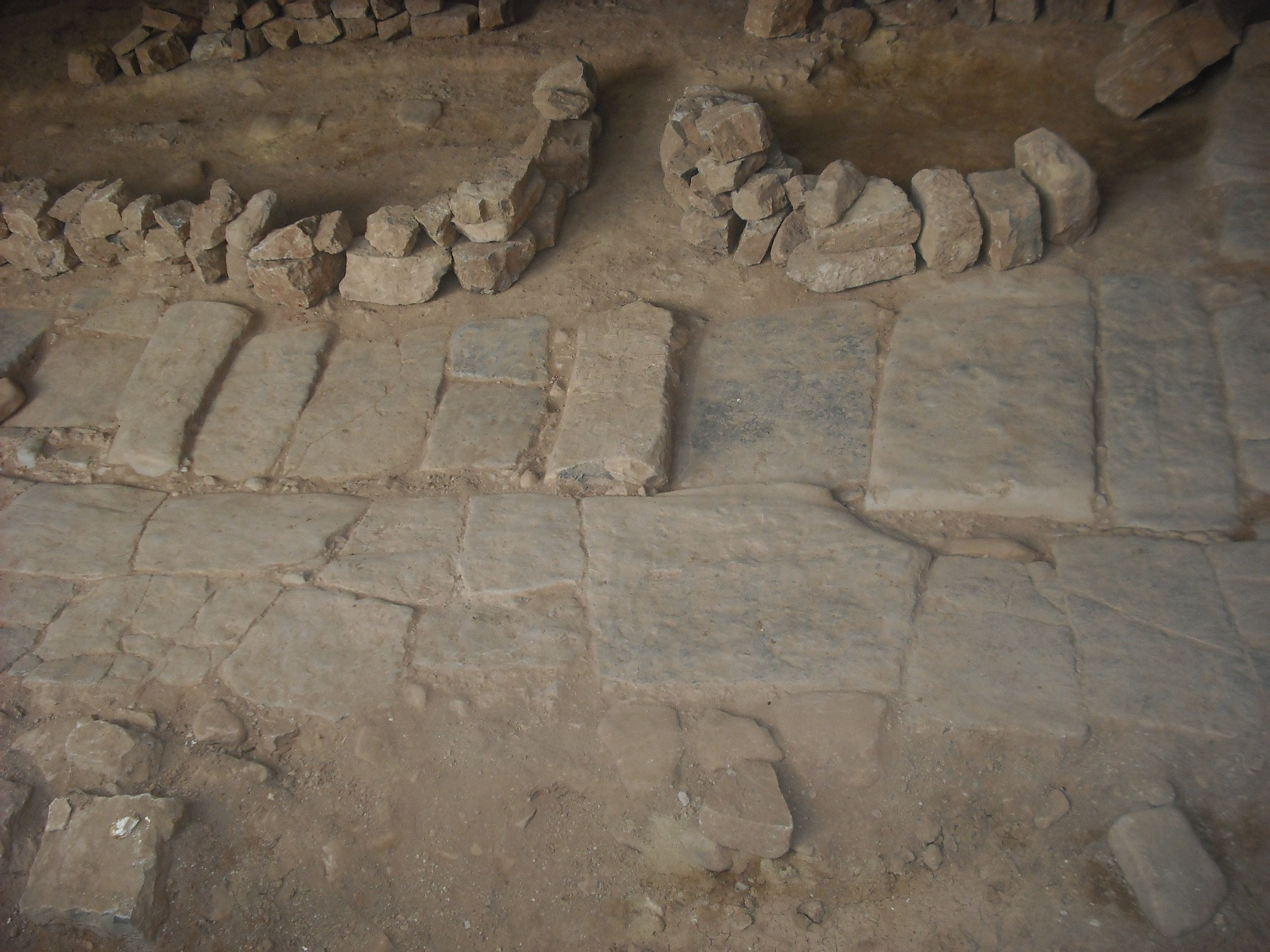
Trazado de la Vía Augusta

- Portus Gaditanus (El Puerto de Santa María)
- Asta Regia (Mesas de Asta, Jerez de la Frontera)
- Ugia (Torre Alocaz, Utrera)
- Orippo (Dos Hermanas)
- Hispalis (Sevilla)
- Carmo (Carmona)
- Obucla u Obúlcula (La Monclova, Fuentes de Andalucía)
- Colonia Augusta Firma Astigi (Écija)
- Adaras (La Carlota)
- Corduba (Córdoba)
- Epora (Montoro)
- Obulco (Porcuna)
- Urgavo (Arjona)
- Iliturgi (Mengíbar, donde cruzaba el Río Betis (Guadalquivir)
- Castulo (Linares)
- Mentesa Oretana (Villanueva de la Fuente)
- Caput Fluminis Anae (fuentes del Guadiana Viejo)
- Saltigi (Chinchilla de Monte-Aragón)
- Libisosa (Lezuza)
- Ad Eio (Hellín)
- Carthago Nova (Cartagena)
- Eliocroca?? (Lorca)
- Sucro  (Albalat)
- Saetabis (Játiva)
- Valentia (Valencia)
- Saguntum (Sagunto)
- Intybilis (La Jana)
- Dertosa (Tortosa)
- Tarraco (Tarragona)
- Baetulo (Badalona)
- Aquis Vocontis (Caldas de Malavella)
- Gerunda (Gerona)
- Narbonem (Narbona)
- Laietania (Maresme (Barcelona))

Nota: a ciudades como Barcino se accedía por vías secundarias, probablemente al igual que con Carthago Nova. Se duda si pasaba por Hispalis (Sevilla), o se accedía mediante un ramal.

## Restos de la Vía Augusta

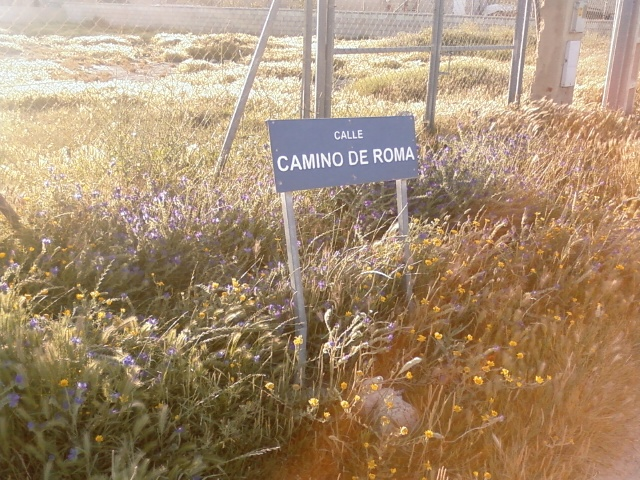
Trozo de la Vía Augusta en Portus Gaditanus.

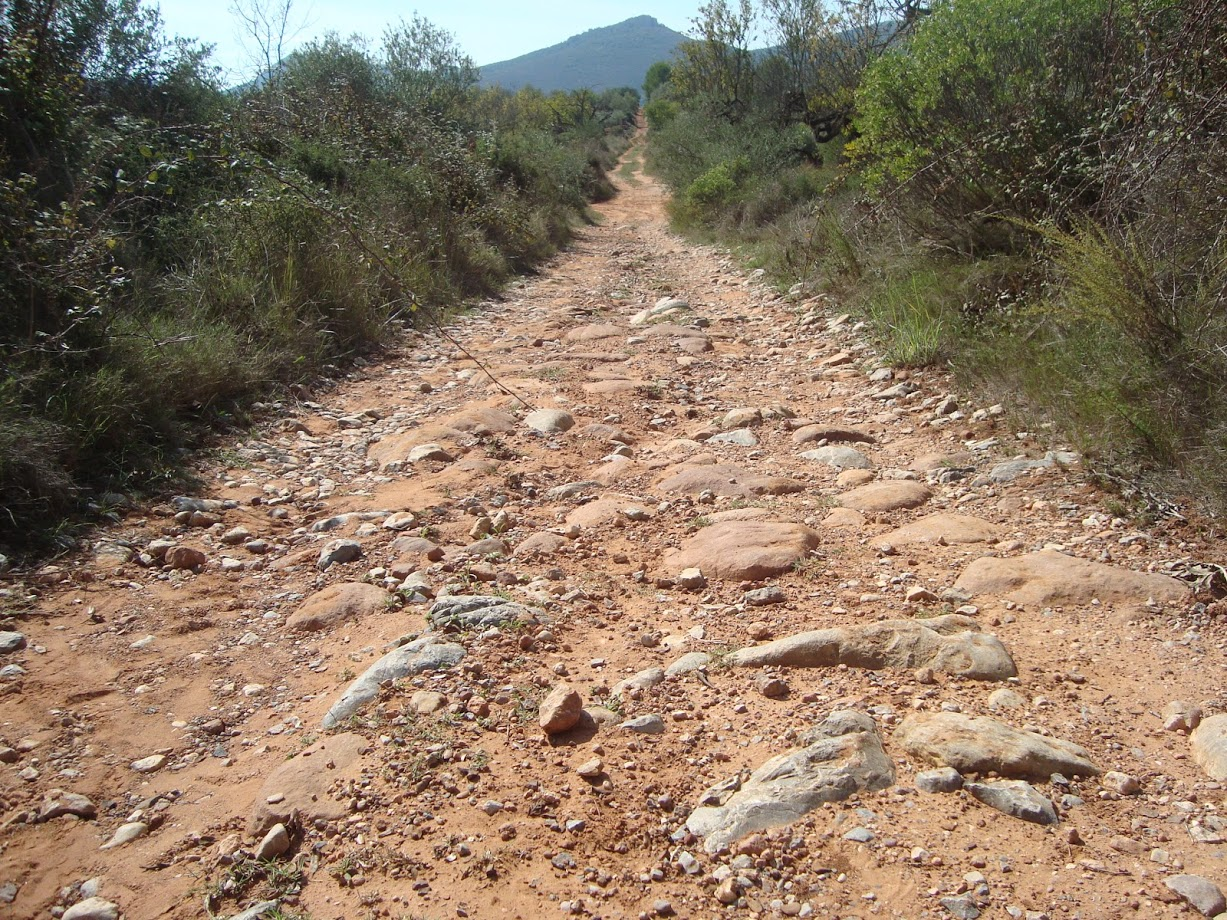
Antiguo camino romano de la vía Augusta (La Puebla Tornesa).

Actualmente la vía Augusta tiene restos en las siguientes provincias de España, de norte a sur:

### Barcelona
En Barcelona lleva el mismo nombre una de las avenidas principales del distrito de Sarriá-San Gervasio, que une la avenida Diagonal con los túneles de Vallvidrera, pasando por la plaza Molina. Por su subsuelo transcurre gran parte de la línea 6 de los Ferrocarriles de la Generalitat.

### Tarragona
Varias ciudades conservan restos de su trazado, que sigue aproximadamente el de la actual autopista AP-7. Hay un tramo bastante largo y visible en el municipio de El Perelló, en la provincia de Tarragona. El Arco de Bará está situado sobre esta vía que pasaba por debajo (puede verse en Google maps ). 

### Castellón

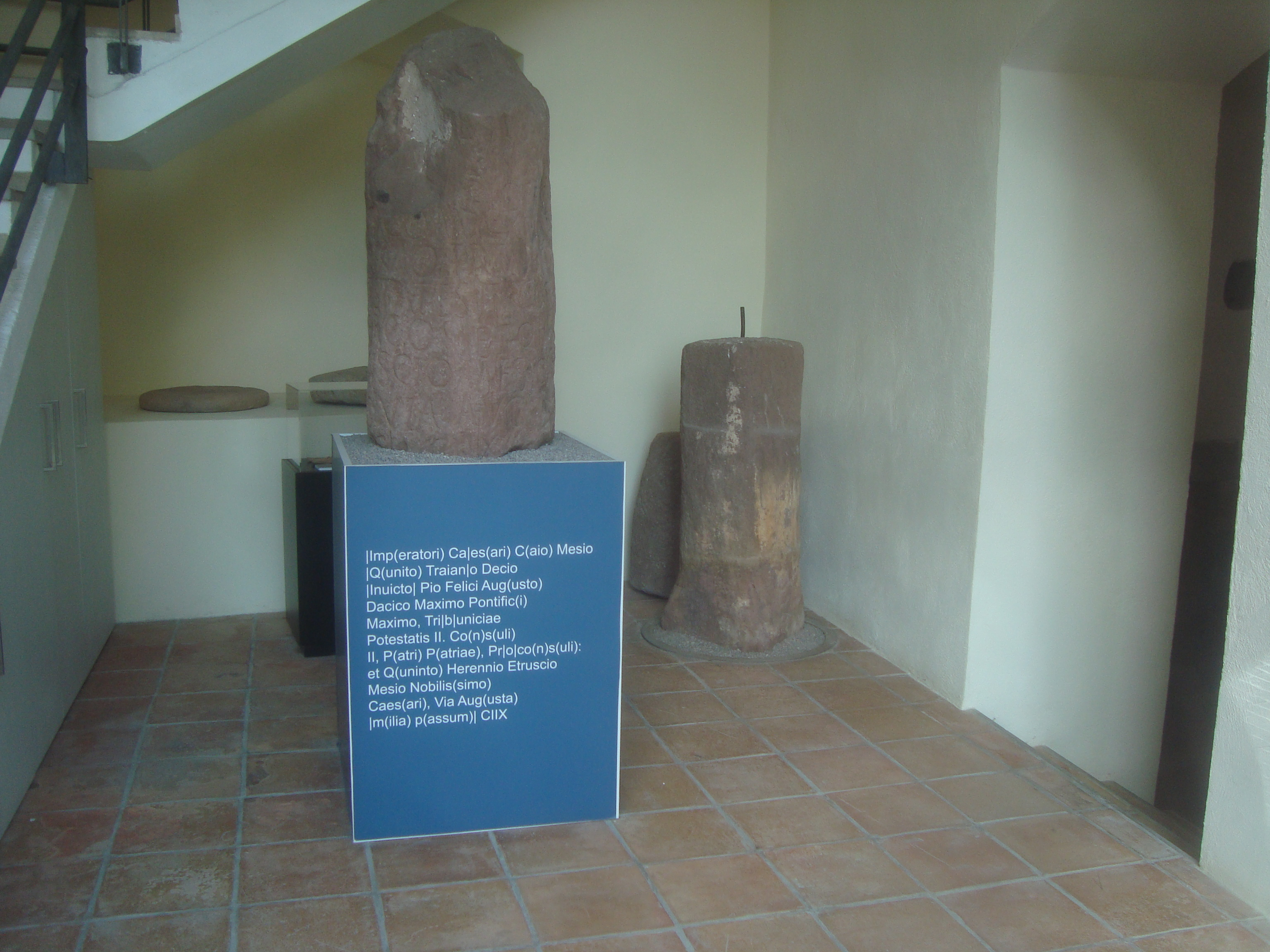
Miliario romano del Emperador Trajano Decio, hallado y expuesto en Borriol.

En la provincia de Castellón, el Arco romano de Cabanes marca el paso de la vía Augusta, la cual sigue una depresión interior en esta provincia. Actualmente, este arco se encuentra en una rotonda de la CV-157 que en este punto conserva cierto parecido con las vías romanas por las filas de árboles a ambos lados de la misma, aunque hay que aclarar que el trazado original de la Vía Augusta, que está hoy marcado en muchas partes como vía pecuaria, no coincide siempre con las carreteras actuales  (). Sin embargo, hay que aclarar que la carretera CV-157 no sigue la dirección norte sur (más bien noreste - suroeste) que sigue la Vía Augusta en casi todo su recorrido, sino oeste - este. La explicación de este hecho, como sucede en muchas otras partes (Barcelona, Cabanes, Tarragona, etc.) se debe a que la Vía Augusta recorre áreas poco pobladas, generalmente, a lo largo de valles del interior paralelos a la costa, por lo que a casi todas las ciudades romanas, sobre todo del lado de la costa, se llegaba a través de vías secundarias perpendiculares a la propia Vía Augusta.

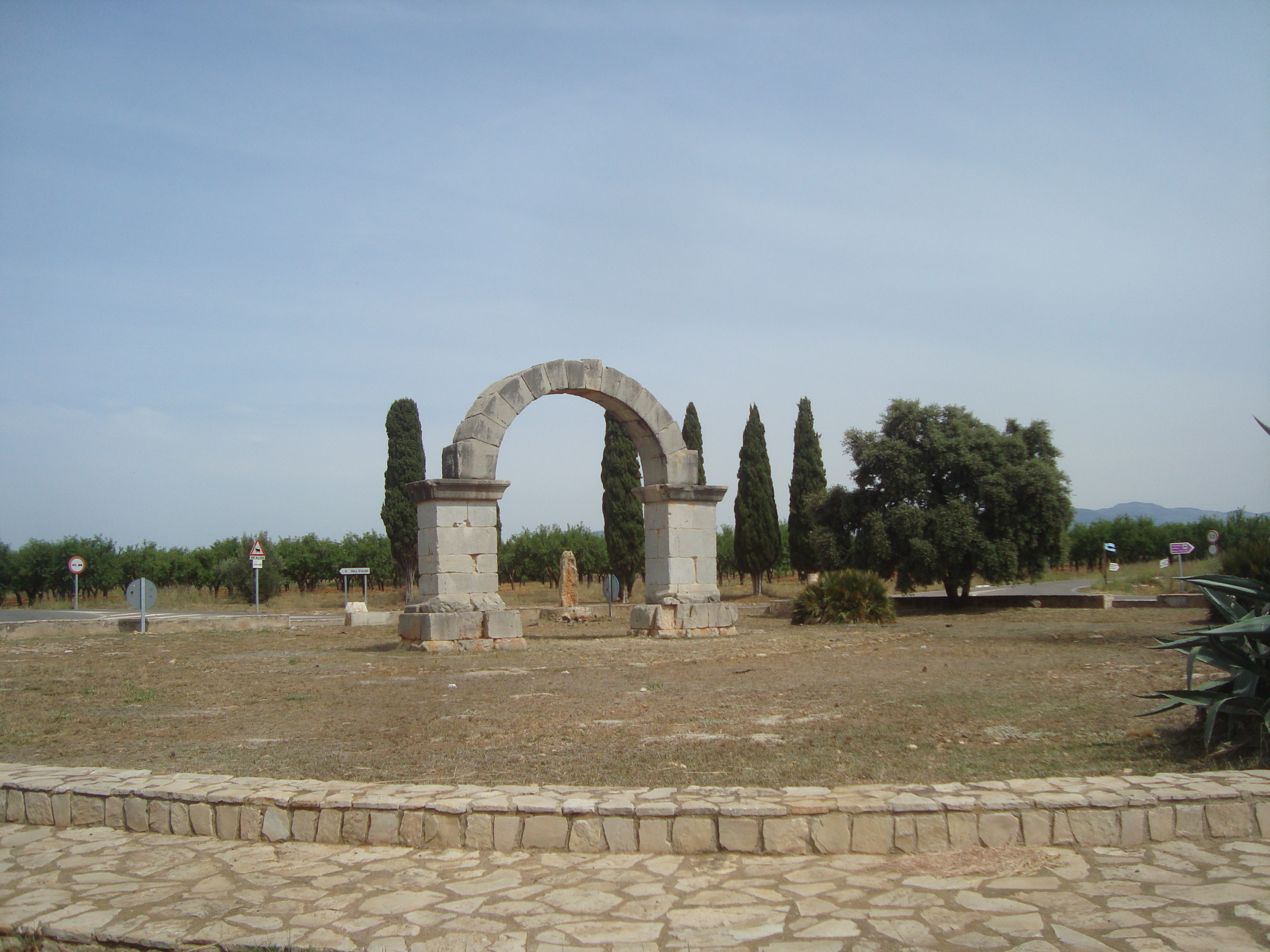
Arco Romano de Cabanes (Cabanes, Castellón).

### Valencia

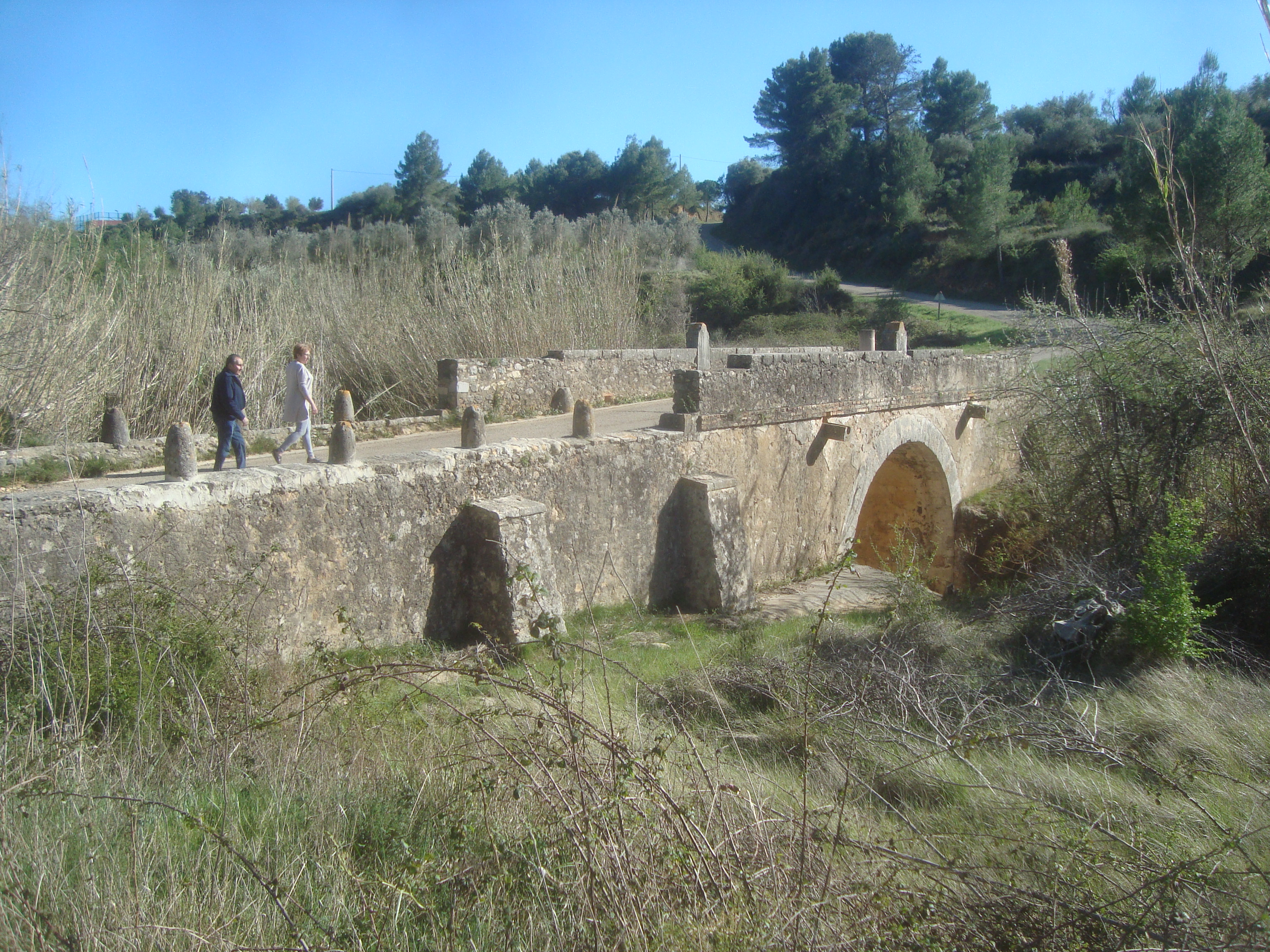
Vía Augusta a su paso por el Puente de la Coma (Sant Mateu)

En Valencia la vía Augusta está documentada y referenciada en dos lugares céntricos de la ciudad, el primero se encuentra junto a la catedral, en el museo de la Almoina integrado por restos de las distintas épocas de la ciudad, y el segundo, junto al antiguo Palacio de los Borja (Borgia), hoy Cortes Valencianas. En la Almoina, además de unas decenas de metros del pavimento de la vía, podemos ver restos de las antiguas columnas del Templo de las Ninfas de la misma época, un pozo, o restos de casas visigodas y árabes. También existe un miliario en la calle de San Vicente (la salida de la ciudad hacia el sur) y en la Alameda.

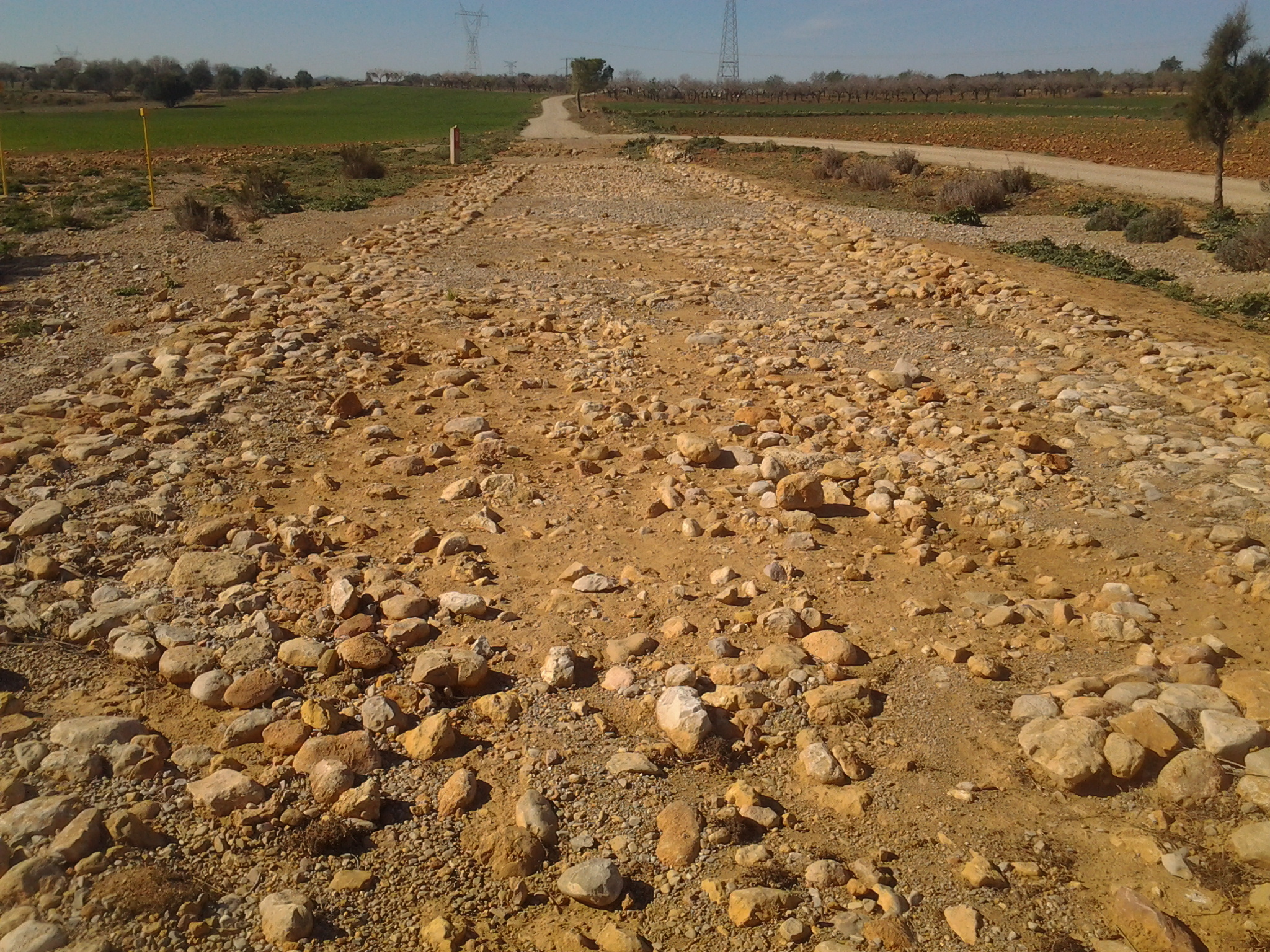
Vía Augusta, tramo de calzada romana a su paso por Benlloc (C.V.).

### Murcia
La ciudad de Lorca (Murcia) cuenta con diversos vestigios relativos a la Vía Augusta, destacando las columnas miliarias romanas de los tiempos de Octavio Augusto conservados en el Museo Arqueológico Municipal (miliarios de San Vicente y de La Hoya); además del miliario de los tiempos de Diocleciano (miliario de La Parroquia). En febrero de 2013 apareció un tercer miliario de Augusto aguas arriba de Lorca, en el cauce del río Guadalentín (miliario de El Hornillo), que todavía se está estudiando.
Para el caso de la Bética romana, su trazado ha sido estudiado por P. Sillières, principal autor actualmente para considerar la ruta que realmente seguía esta vía.

### Jaén
La vía cruzaba el río Betis por el puente de Andújar, que aún conserva ocho de los arcos originales romanos.

### Sevilla
En el puente de la Alcantarilla, en el término municipal de Utrera (Sevilla), sobre la tajamar, una inscripción señala que por el mismo discurre la Vía Augusta, que enlazaba la Bética con el norte de Hispania.